# Deux Ans après
Série
Les Glaneurs et la Glaneuse
(2000)
Pour plus de détails, voir Fiche technique et Distribution.
Deux Ans après est un documentaire français réalisé par Agnès Varda en 2002 et sorti l'année suivante.

## Synopsis
Ce film est la suite du film Les Glaneurs et la Glaneuse et il a été réalisé, comme l'indique son titre, deux ans après. Il s'intéresse à ce que sont devenus les glaneurs et glaneuses rencontrées lors du premier film. Agnès Varda va aussi rencontrer de nouvelles personnes grâce aux lettres d'encouragement reçues pour Les Glaneurs et la Glaneuse.

## Lieux de tournage
Le tournage a notamment été effectué dans plusieurs villages de Beauce, principalement à la jonction des départements de l'Essonne et d'Eure-et-Loir : Congerville (Essonne), Oysonville (Eure-et-Loir), Chatignonville (Essonne), Barmainville (Eure-et-Loir), Richarville (Essonne), Angerville (Essonne), Sainville (Eure-et-Loir).
Dans la base IMDB, « Allainville » est également citée en tant que commune d'Eure-et-Loir, mais peut-être s'agit-il de la commune homonyme des Yvelines.